# Дитинген
Дитинген (нем. Dietingen) — община в Германии, в земле Баден-Вюртемберг. 
Подчиняется административному округу Фрайбург. Входит в состав района Ротвайль.  Население составляет 3935 человек (на 31 декабря 2010 года). Занимает площадь 42,25 км².